# Cime de la Bonette
Pour les articles homonymes, voir Bonette.
La cime de la Bonette est un sommet situé au sein du massif du Mercantour-Argentera, entre les Alpes-de-Haute-Provence et les Alpes-Maritimes, dominant au nord la vallée de l'Ubaye et au sud la Tinée.
La cime est entourée par la route de la Bonette qui atteint 2 802 mètres d'altitude et est la route goudronnée la plus haute de France. Cette route relie la vallée de l'Ubaye (Alpes-de-Haute-Provence) à celle de la Tinée (Alpes-Maritimes) par le col de la Bonette (2 715 m) et depuis ce col effectue une boucle entière autour de la cime. À partir du sommet de cette route, un petit sentier pédestre permet de monter à la cime de la montagne à 2 860 mètres. Le sommet, qui permet d'apprécier un large panorama, est doté d'une table d'orientation et d'une table d'explication de la géologie. La cime de la Bonette réserve notamment un point de vue exceptionnel sur le mont Viso.

## Cyclisme

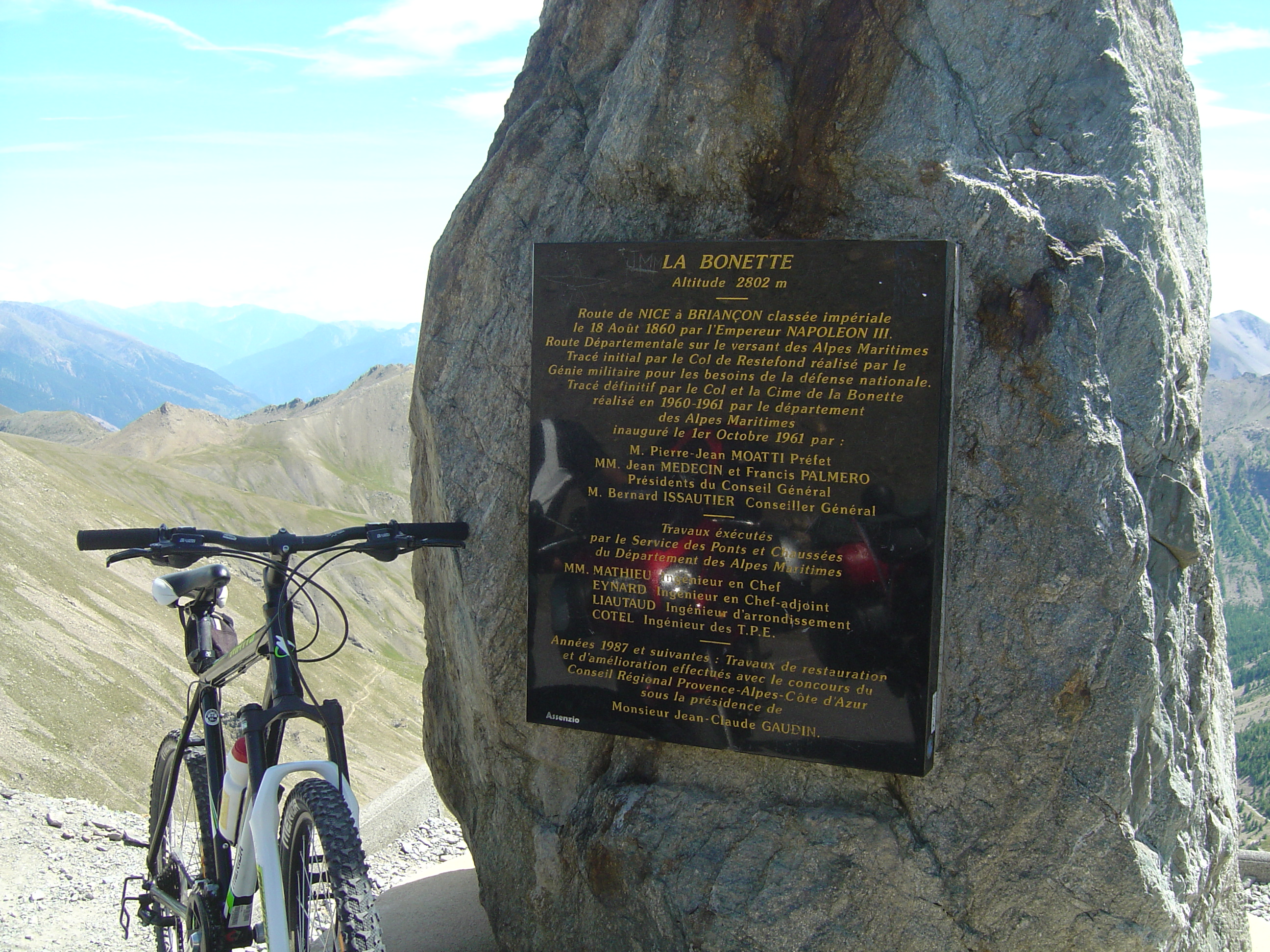
Plaque au sommet de la route.
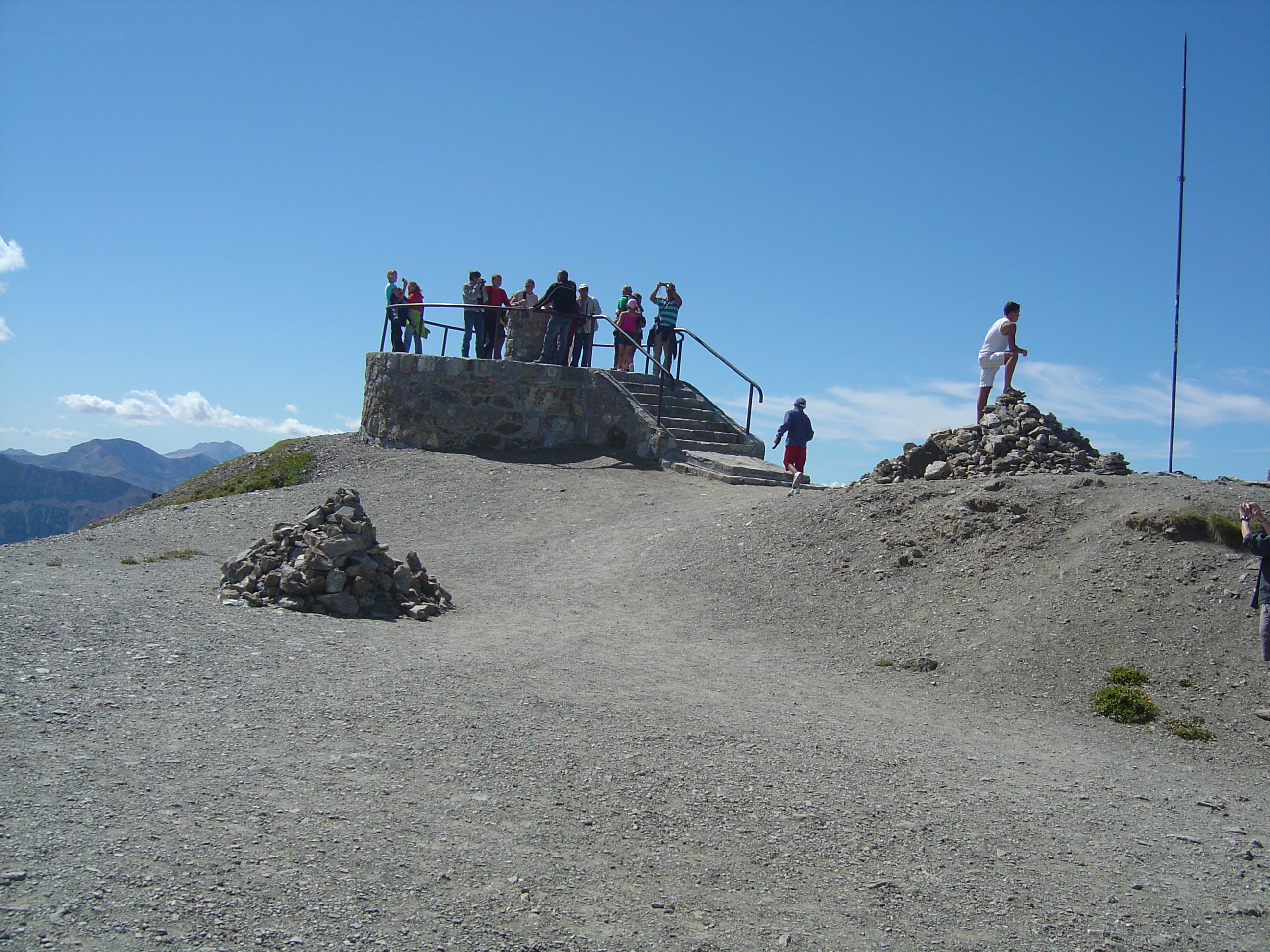
Table d'orientation au sommet.
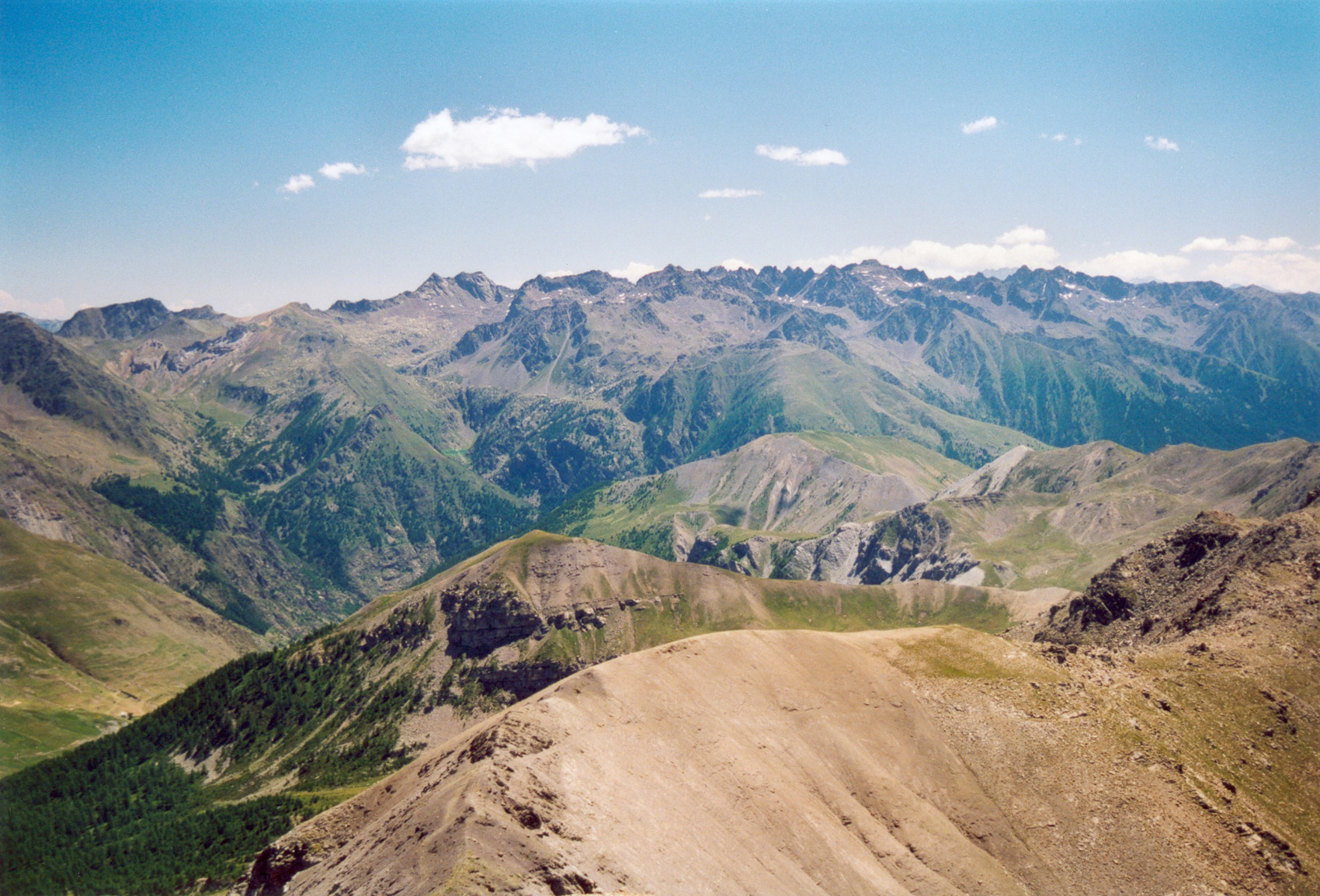
Panorama depuis la cime.